# Эванджелисти, Джованни
Джованни Эванджелисти (итал. Giovanni Evangelisti; род. 11 сентября 1961, Римини, Эмилия-Романья) — итальянский легкоатлет, специалист по прыжкам в длину. Выступал на профессиональном уровне в 1981—1994 годах, бронзовый призёр летних Олимпийских игр в Лос-Анджелесе, обладатель бронзовых медалей чемпионатов мира и Европы, победитель Кубка мира, четырёхкратный чемпион Италии, бывший рекордсмен страны.

## Биография
Джованни Эванджелисти родился 11 сентября 1961 года в Римини, Эмилия-Романья.
Начал заниматься лёгкой атлетикой в 1973 году, первое время выступал одновременно в прыжках в длину и тройных прыжках, но в конечном счёте решил сконцентрироваться на одной дисциплине.
В 1981 году впервые одержал победу на чемпионате Италии в прыжках в длину, вошёл в состав итальянской сборной и выступил на домашнем Кубке мира в Риме, где стал шестым.
В 1982 году защитил звание национального чемпиона, завоевал бронзовую награду на чемпионате Европы в помещении в Милане, занял шестое место на чемпионате Европы в Афинах.
В 1983 году выступил на впервые проводившемся чемпионате мира по лёгкой атлетике в Хельсинки, в финал не вышел.
В 1984 году был пятым на чемпионате Европы в помещении в Гётеборге. Благодаря череде удачных выступлений удостоился права защищать честь страны на летних Олимпийских играх в Лос-Анджелесе — в финале прыгнул на 8,24 метра и выиграл бронзовую олимпийскую медаль.
В 1985 году взял бронзу на Всемирных легкоатлетических играх в помещении в Париже, был пятым на чемпионате Европы в помещении в Пирее.
В 1986 году в третий раз стал чемпионом Италии в прыжках в длину, выиграл бронзовую медаль на чемпионате Европы в Штутгарте.
В 1987 году с национальным рекордом Италии 8,26 завоевал серебряную награду на чемпионате Европы в помещении в Льевене, тогда как на чемпионате мира в помещении в Индианаполисе стал бронзовым призёром. Позднее на соревнованиях в Сан-Джованни-Вальдарно установил национальный рекорд Италии на открытом стадионе — 8,43 метра, показал четвёртый результат на Кубке Европы в Праге. На домашнем чемпионате мира в Риме в заключительной попытке Эванджелисти прыгнул на 8,38 метра и получил бронзовую награду, однако спустя 11 месяцев выяснилось, что местные судьи обманным путём завысили его результат, а в действительности длина последнего прыжка составила 7,85 метра. В итоге эту его попытку аннулировали и пересчитали положение спортсменов в итоговом протоколе: с результатом 8,19 метра, показанным в третьей попытке, итальянский легкоатлет спустился на четвёртую позицию, а бронзовым призёром признали американца Ларри Майрикса.
В 1988 году Джованни Эванджелисти выиграл бронзовую медаль на чемпионате Европы в помещении в Будапеште и стал четвёртым на Олимпийских играх в Сеуле.
В 1990 году занял седьмое место на чемпионате Европы в помещении в Глазго и на чемпионате Европы в Сплите.
В 1991 году выиграл бронзовую медаль на чемпионате мира в помещении в Севилье, был третьим на Кубке Европы во Франкфурте и на Средиземноморских играх в Афинах, показал седьмой результат на чемпионате мира в Токио.
В 1992 году стал четвёртым на чемпионате Европы в помещении в Генуе, в четвёртый раз выиграл чемпионат Италии в прыжках в длину. Принимал участие в Олимпийских играх в Барселоне — на предварительном квалификационном этапе прыжков в длину провалил все три свои попытки и в финал не вышел.
В 1993 году помимо прочего победил на Кубке Европы в Риме.
В 1994 году занял девятое место на чемпионате Европы в помещении в Париже, выступил на чемпионате Европы в Хельсинки и на этом завершил спортивную карьеру.